# کمال لموی
کمال لموی (انگلیسی: Kamel Lemoui؛ زادهٔ ۲۸ فوریهٔ ۱۹۳۹ – ۳ ژانویهٔ ۲۰۲۲) بازیکن فوتبال اهل الجزایر بود.
وی همچنین در تیم ملی فوتبال الجزایر بازی کرده‌است.